# Liga Națională (handbal masculin) 2009-2010
Liga Națională 2009-2010 este a cinzeci și doua ediție a campionatului național de handbal masculin în 7. A început pe 6 septembrie 2009 și constă într-o singură divizie cu 14 echipe. La sfârșitul sezonului, prima echipă devine campioană, în timp ce ultimele 2 sunt retrogradate în Divizia A.

## Echipele participante
În sezonul 2009-2010 au promovat în Liga Națională CSM Satu Mare și Rom Cri Brașov, acestea două câștigând playoff-ul pentru promovare. Acestea au luat locul celor două retrogradate la finalul sezonului 2008-2009 și anume : CSH&V Pitești și CSM Oradea.
La data de 20 ianuarie 2010 Comitetul director al Federației Române de Handbal a decis anularea tuturor rezultatelor echipei CSM Medgidia, în urma adresei primite din partea conducerii clubului CSM Medgidia, prin care se solicita retragerea din competiție din cauza problemelor financiare cu care se confruntă de mult timp. Mihai Neacșu, antrenorul formației a declarat că: „Existau de mult aceste probleme, dar acum nu mai este nici un ban la echipă. Jucătorii își caută deja alte echipe unde ar putea să evolueze”. În cazul unei reînscrieri în sezonul viitor al Diviziei A CSM Medgidia va fi penalizată cu 3 puncte din cauza neprezentării la meciul cu HC Odorhei din etapa a 13-a.

## Clasament
Clasamentul omologat la data de 9 mai 2010.
| POZ | Echipa                     | J  | V  | E | Î  | GM  | GP  | DG   | P  | Promovare sau retrogradare |
| --- | -------------------------- | -- | -- | - | -- | --- | --- | ---- | -- | -------------------------- |
| 1   | HCM Constanța              | 24 | 21 | 2 | 1  | 788 | 626 | +162 | 44 |                            |
| 2   | UCM Reșița                 | 24 | 18 | 2 | 4  | 739 | 624 | +115 | 38 |                            |
| 3   | Pandurii Tg.Jiu            | 24 | 17 | 1 | 6  | 667 | 638 | +29  | 35 |                            |
| 4   | Știința Bacău              | 24 | 15 | 4 | 5  | 746 | 689 | +57  | 34 |                            |
| 5   | Steaua MFA București       | 24 | 15 | 2 | 7  | 717 | 639 | +78  | 32 |                            |
| 6   | U Bucovina Suceava         | 24 | 15 | 0 | 9  | 715 | 650 | +65  | 30 |                            |
| 7   | HC Odorheiu Secuiesc       | 24 | 11 | 0 | 13 | 710 | 731 | −21  | 22 |                            |
| 8   | U Transilvania Cluj        | 24 | 9  | 1 | 14 | 634 | 663 | −29  | 19 |                            |
| 9   | HC Minaur Baia Mare        | 24 | 8  | 2 | 14 | 633 | 640 | −7   | 18 |                            |
| 10  | CSM Satu Mare              | 24 | 6  | 1 | 17 | 702 | 777 | −75  | 13 |                            |
| 11  | HC Politehnica Timișoara   | 24 | 6  | 2 | 16 | 608 | 718 | −110 | 14 |                            |
| 12  | CS Dinamo Baumit București | 24 | 4  | 2 | 18 | 703 | 810 | −107 | 10 |                            |
| ▼13 | Rom Cri Brașov             | 24 | 1  | 1 | 22 | 606 | 763 | −157 | 3  | Retrogradare în Divizia A  |
| ▼14 | CSM Medgidia               | 0  | 0  | 0 | 0  | 0   | 0   | 0    | 0  | Retrogradare în Divizia A  |

Sursa: Format:Eveniment
Reguli pentru clasificare: 1 puncte; 2 diferența de goluri; 3 goluri marcate.
POZ = Poziția în clasament; J = Jocuri jucate; V = Meciuri câștigate; E = Meciuri egale; Î = Meciuri pierdute; GM= Goluri Marcate; GP = Goluri primite; DG = Diferența de goluri; P = Puncte; (C) = Campioană; (R) = Retrogradată; (P)= Promovată.

## Rezultatele
Actualizate: 13 aprilie 2010.
Legenda
| Echipele din dreapta sunt gazde în meciul tur și oaspeți în retur |
| ----------------------------------------------------------------- |
| Victorie pentru gazde                                             |
| Meciul s-a terminat la egalitate                                  |
| Victorie pentru oaspeți                                           |

| tur          | Etapa 1                            | retur        |
| 6 sept. 2009 |                                    | 21 ian. 2010 |
| 34-28        | UCM Reșița-Știința Bacău           | 26-26        |
| 41-31        | Steaua București-Dinamo București  | 37-29        |
| 27-29        | Rom Cri Brașov-CSM Satu Mare       | 22-23        |
| 26-22        | Pandurii Tg. Jiu-Bucovina Suceava  | 22-28        |
| 27-26        | Medgidia-Politehnica Timișoara     | anulat       |
| 23-23        | Minaur Baia Mare-Transilvania Cluj | 20-25        |
| 36-23        | HCM Constanța-HC Odorhei           | 31-27        |

| tur          | Etapa a 4ª                         | retur        |
| 13 oct. 2009 |                                    | 21 feb. 2010 |
| 44-30        | Știința Bacău-Dinamo București     | 33-33        |
| 33-29        | HC Odorhei-CSM Satu Mare           | 37-35        |
| 28-20        | Politehnica Timișoara- Brașov      | 26-27        |
| 22-30        | Transilvania Cluj-Steaua București | 24-26        |
| 24-25        | Bucovina Suceava-HCM Constanța     | 31-36        |
| 46-16        | Reșița-CSM Medgidia                | anulat       |
| 25-19        | Pandurii-Baia Mare                 | 21-20        |

| tur         | Etapa a 7ª                         | retur        |
| 8 nov. 2009 |                                    | 14 mar. 2010 |
| anul.       | CSM Medgidia-Știința Bacău         | anul.        |
| 29-22       | HCM Constanța-Baia Mare            | 32-28        |
| 31-25       | Steaua București-Pandurii          | 28-32        |
| 21-33       | Rom Cri Brașov-CSM Reșița          | 26-34        |
| 27-30       | CSM Satu Mare-Bucovina Suceava     | 31-28        |
| 26-25       | Dinamo București-Transilvania Cluj | 24-29        |
| 28-30       | HC Odorhei-Politehnica Timișoara   | 29-31        |

| tur          | Etapa a 10ª                            | retur       |
| 29 nov. 2008 |                                        | 21 apr 2010 |
| 31-28        | Știința Bacău-Transilvania Cluj        | 26-25       |
| 32-26        | Bucovina Suceava-Politehnica Timișoara | 34-24       |
| 37-31        | Reșița-Odorhrei                        | 30-33       |
| 35-32        | Pandurii-Dinamo București              | 32-24       |
| 30-22        | Baia Mare-CSM Satu Mare                | 29-25       |
| anul.        | CSM Medgidia-Brașov                    | anul.       |
| 30-23        | HCM Constanța-Steaua București         | 23-23       |

| tur          | Etapa a 13ª                            | retur        |
| 13 dec. 2009 |                                        | 31 ian. 2010 |
| 28-36        | Rom Cri Brașov-Știința Bacău           | 28-33        |
| 28-29        | CSM Satu Mare-Steaua București         | 28-36        |
| 26-31        | Dinamo București-HCM Constanța         | 28-41        |
| anulat       | HC Odorhei-CSM Medgidia                | anulat       |
| 25-29        | Politehnica Timișoara-Minaur Baia Mare | 31-31        |
| 28-26        | Transilvania Cluj-Pandurii Tg. Jiu     | 19-22        |
| 24-26        | Bucovina Suceava-UCM Reșița            | 27-36        |

| tur           | Etapa a 2ª                          | retur       |
| 13 sept. 2009 |                                     | 7 feb. 2010 |
| 37-27         | Știința Bacău-CSM Satu Mare         | 38-25       |
| 30-30         | Dinamo București-Brașov             | 26-25       |
| 26-25         | HC Odorhei-Steaua București         | 23-31       |
| 23-35         | Politehnica Timișoara-HCM Constanța | 24-38       |
| 30-28         | Transilvania Cluj-CSM Medgidia      | anulat      |
| 20-15         | Bucovina Suceava-Minaur Baia Mare   | 28-27       |
| 30-23         | UCM Reșița-Pandurii Tg. Jiu         | 23-18       |

| tur          | Etapa a 5ª                          | retur        |
| 11 oct. 2009 |                                     | 28 feb. 2010 |
| 28-30        | Minaur Baia Mare-Știința Bacău      | 31-32        |
| 23-34        | CSM Medgidia-Pandurii Tg. Jiu       | anulat       |
| 26-20        | HCM Constanța-UCM Reșița            | 26-24        |
| 33-26        | Steaua București-Bucovina Suceava   | 26-25        |
| 2 -28        | Rom Cri Brașov-Transilvania Cluj    | 29-36        |
| 33-23        | CSM Satu Mare-Politehnica Timișoara | 21-27        |
| 32-38        | Dinamo București-HC Odorhei         | 31-33        |

| tur          | Etapa a 8ª                            | retur        |
| 15 nov. 2009 |                                       | 21 mar. 2010 |
| 30-30        | Știința Bacău-Universitatea Timisoara | 28-25        |
| 30-33        | Transilvania Cluj-HC Odorhei          | 24-28        |
| 42-31        | Bucovina Suceava-Dinamo București     | 34-30        |
| 37-26        | UCM Reșița-CSM Satu Mare              | 34-33        |
| 33-24        | Pandurii Tg. Jiu-Rom Cri Brașov       | 31-21        |
| 24-23        | Minaur Baia Mare-Steaua București     | 22-24        |
| anulat       | CSM Medgidia-HCM Constanța            | anulat       |

| tur         | Etapa a 11ª                        | retur        |
| 3 dec. 2009 |                                    | 25 apr. 2010 |
| 30-32       | Steaua București-Știința Bacău     | 30-32        |
| 30-36       | Rom Cri Brașov-HCM Constanța       | 22-37        |
| anulat      | CSM Satu Mare-CSM Medgidia         | anulat       |
| 36-30       | Dinamo București-Minaur Baia Mare  | 24-32        |
| 29-33       | HC Odorhei-Pandurii Tg. Jiu        | 30-32        |
| 21-28       | Politehnica Timișoara-UCM Reșița   | 17-35        |
| 30-29       | Transilvania Cluj-Bucovina Suceava | 22-32        |

| tur           | Etapa a 3ª                             | retur        |
| 21 sept. 2009 |                                        | 14 feb. 2010 |
| 27-29         | Minaur Baia Mare-UCM Reșița            | 28-34        |
| 30-29         | Pandurii Tg. Jiu-Știința Bacău         | 30-29        |
| 32-40         | CSM Medgidia-Bucovina Suceava          | anulat       |
| 36-22         | HCM Constanța-Transilvania Cluj        | 28-25        |
| 28-37         | Rom Cri Brașov-HC Odorhei              | 27-32        |
| 37-27         | CSM Satu Mare-Dinamo București         | 34-31        |
| 37-22         | Steaua București-Politehnica Timișoara | 33-29        |

| tur         | Etapa a 6ª                      | retur       |
| 5 oct. 2009 |                                 | 7 mar. 2010 |
| 32-25       | Știința Bacău-HC Odorhei        | 26-25       |
| 28-27       | Poli Timișoara-Dinamo București | 24-36       |
| 30-29       | Transilvania Cluj-CSM Satu Mare | 33-34       |
| 34-20       | Bucovina Suceava-Rom Cri Brașov | 36-26       |
| 26-26       | UCM Reșița-Steaua București     | 26-24       |
| 27-25       | Pandurii Tg. Jiu-HCM Constanța  | 32-36       |
| anulat      | Minaur Baia Mare-CSM Medgidia   | anulat      |

| tur          | Etapa a 9ª                              | retur        |
| 29 oct. 2009 |                                         | 28 mar. 2010 |
| 38-29        | HCM Constanța-Știința Bacău             | 30-30        |
| anulat       | Steaua București-CSM Medgidia           | anulat       |
| 20-34        | Rom Cri Brașov-Minaur Baia Mare         | 28-29        |
| 32-32        | CSM Satu Mare-Pandurii Tg. Jiu          | 31-34        |
| 28-36        | Dinamo București-UCM Reșița             | 31-39        |
| 27-29        | HC Odorhei-Bucovina Suceava             | 29-37        |
| 21-20        | Politehnica Timișoara-Transilvania Cluj | 24-34        |

| tur         | Etapa a 12ª                            | retur      |
| 6 dec. 2009 |                                        | 2 mai 2010 |
| 28-25       | Știința Bacău-Bucovina Suceava         | 27-28      |
| 35-25       | UCM Reșița-Transilvania Cluj           | 27-29      |
| 28-23       | Pandurii Tg. Jiu-Politehnica Timișoara | 27-26      |
| 30-27       | Minaur Baia Mare-HC Odorhei            | 25-27      |
| anulat      | CSM Medgidia-Dinamo București          | anulat     |
| 39-34       | HCM Constanța-CSM Satu Mare            | 44-29      |
| 41-25       | Steaua București-Rom Cri Brașov        | 30-29      |

## Trofeul „Aurel Bulgariu”
Actualizat : 9 mai 2010.
| Loc | Jucător            | Echipă           | Goluri |
| --- | ------------------ | ---------------- | ------ |
| 1.  | Bogdan Voica       | Dinamo București | 182    |
| 2.  | Alexandru Stamate  | HC Minaur        | 162    |
| 3.  | Ștefan Birtalan    | CSM Satu Mare    | 152    |
| 4.  | Marius Bondar      | Ștința Bacău     | 150    |
| 5.  | Igor Mosalenko     | Ștința Bacău     | 144    |
| 6.  | Gabriel Florea     | Pandurii Tg. Jiu | 142    |
| 7.  | Alexandru Irimescu | UCM Reșița       | 139    |
| 8.  | Andrei Mihalcea    | HC Odorhei       | 129    |
| 9.  | Mihai Toma         | HCM Constanța    | 127    |
| 10. | Ionuț Georgescu    | Steaua București | 125    |